# Daïra de Beni Haoua
La daïra de Beni Haoua est une daïra d'Algérie située dans la wilaya de Chlef et dont le chef-lieu est la ville éponyme de Beni Haoua.

## Localisation
La daïra de Beni Haoua est située au Nord-Ouest de la wilaya de Chlef.

## Communes de la daïra
La daïra de Beni Haoua est composée de trois communes : Beni Haoua, Breira et Oued Goussine